# 근염
근염(筋炎)은 근육의 염증이다. 상해, 약물, 감염, 면역계 질환으로 인해 근염이 발생할 수 있다.
스타틴, 피브레이트 등 지질저하제의 부작용으로 기술된다.

## 종류
- 화골성근염
- (특발성) 염증성 근육병증
  - 피부근염
    - 연소성 피부근육염

  - 다발성 근염
  - 포함체 근육염
  - BACM(benign acute childhood myositis)
  - Statin-associated autoimmune myopathy
- 고름근육염

## 진단
혈액 내 크레아틴 키나아제의 상승은 근염의 표징이다.

## 치료
여러근육염(Polymyositis)과 피부근염(dermatomyositis)은 우선 많은 양의 코르티코스테로이드로 치료된다.

## 같이 보기
- 근육통